# La Famille Illico

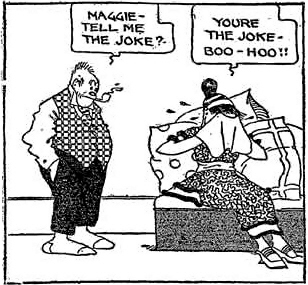
Extrait de la bande dessinée, montrant Jiggs et Maggie dans une énième scène de ménage. « Maggie, tu me racontes la blague ? » « La blague c'est toi ! Beuheu ! » (« joke » peut signifier en anglais « blague » ou désigner une personne pitoyable).

La Famille Illico, en anglais Bringing Up Father, souvent aussi désigné comme Jiggs and Maggie, du nom de ses personnages principaux, est une série de bande dessinée de George McManus, publiée entre le 12 janvier 1913 et le 28 mai 2000 par le King Features Syndicate.
Il s'agit d'un classique du comic-strip américain.
Plusieurs auteurs se sont succédé sur cette série :
- George McManus, de 1913 à sa mort, en 1954 (longtemps assisté par Zeke Zekley)
- Vernon Greene, de 1954 à sa mort en 1965
- Hal Campagna, de 1965 à 1980
- Frank Johnson, de 1980 à 2000

## Cinéma

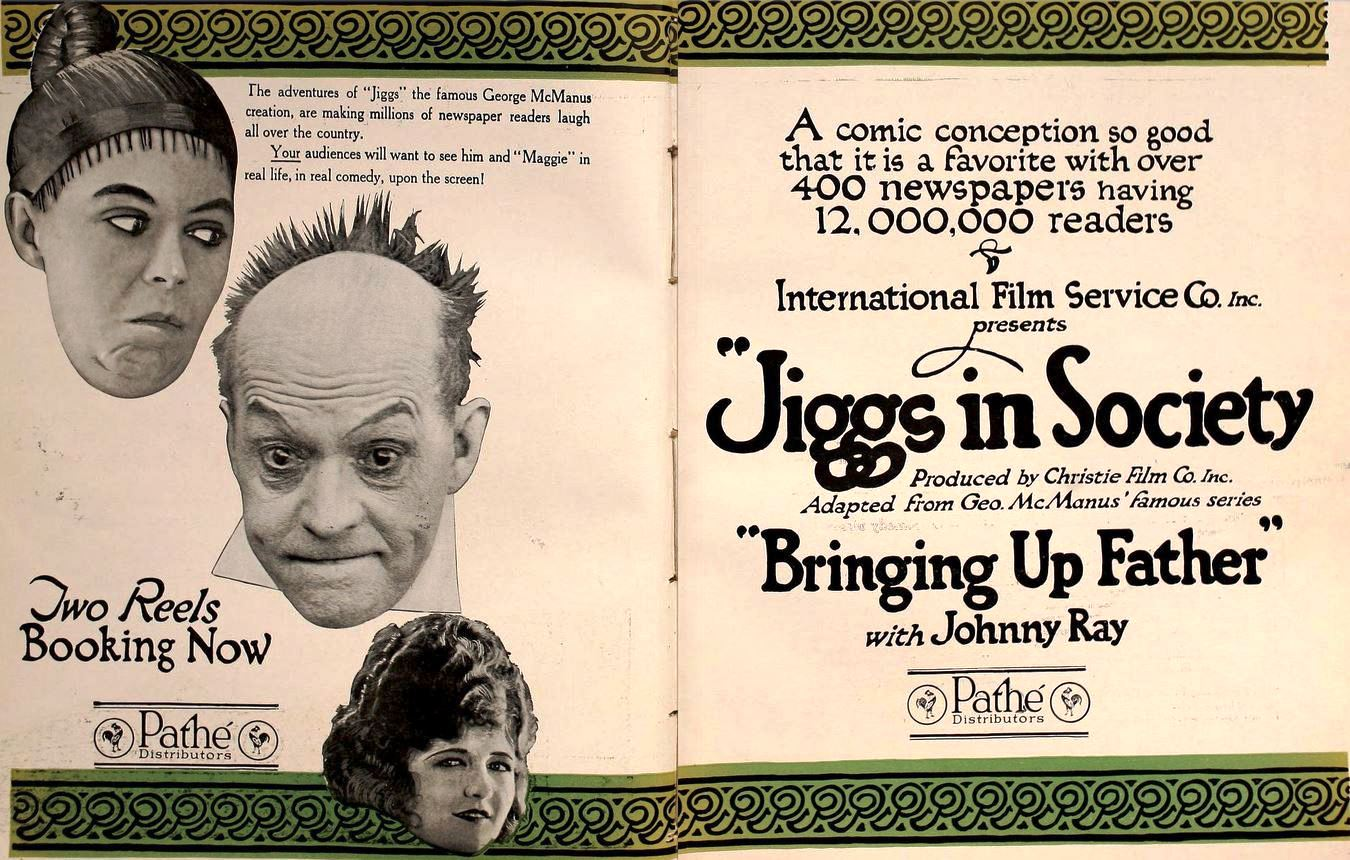
Publicité pour le court métrage de 1920 Jiggs in Society.

La Famille Illico a connu de nombreuses adaptations cinématographiques :
Courts métrages (de 2 bobines, en 1920) : 
- Jiggs in Society
- Jiggs and the Social Lion
- Jiggs' Close Shave (ou Father's Close Shave)

Longs métrages :
- 1915 : Bringing Up Father, par Larry Semon
- 1928 : Bringing Up Father, par Jack Conway
- 1946 : Bringing Up Father, par Edward F. Cline
- 1947 : Jiggs and Maggie in Society, par Edward F. Cline
- 1948 : Jiggs and Maggie in Court, par William Beaudine et Edward F. Cline
- 1949 : Jiggs and Maggie in Jackpot Jitters, par William Beaudine
- 1950 : Jiggs and Maggie Out West, par William Beaudine

## Résumé

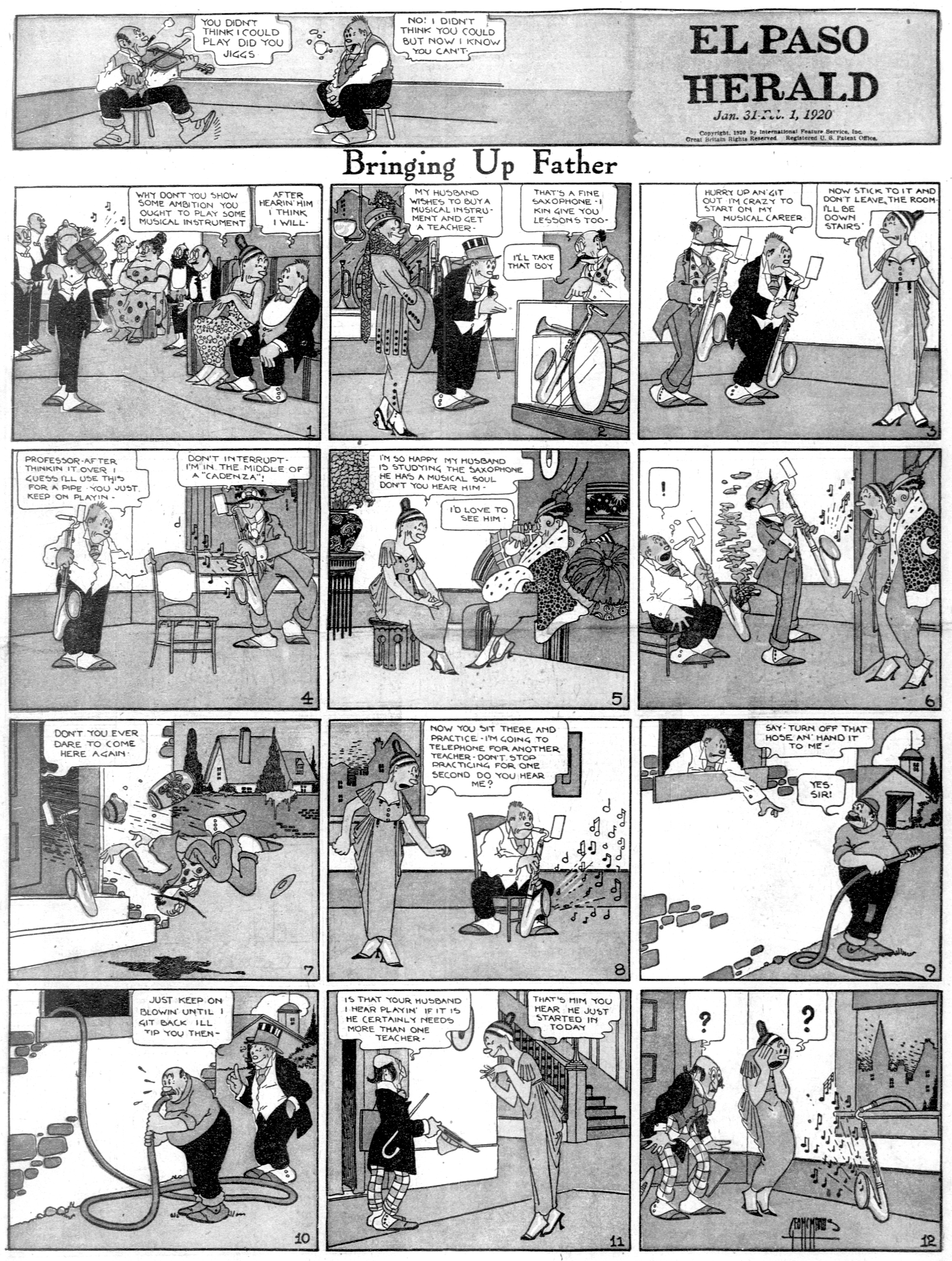
La Famille Illico dans le journal El Paso Herald-Post du 31 janvier 1920 (El Paso au Texas).

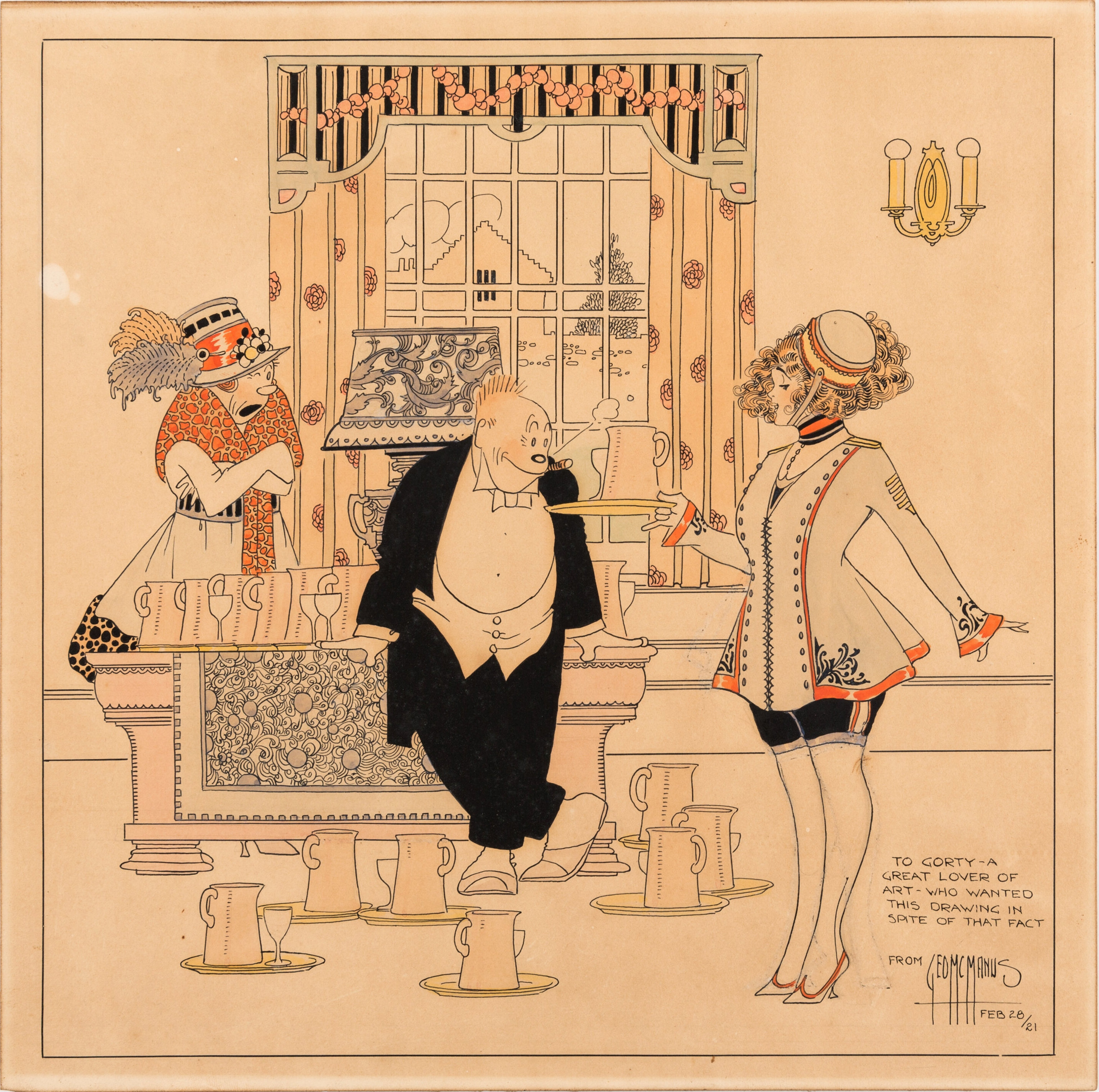
Jiggs et Maggie dans un hôtel. Dessin aquarellisé par George McManus, en 1921.

Jiggs est un Américain d'origine irlandaise qui devient subitement riche. Il veut malgré tout conserver sa vie d'homme du peuple et continuer à fréquenter ses amis au bar. Son épouse, Maggie, n'aspire qu'à parfaire son ascension sociale.

## Délits d'initiés
Le 15 septembre 1948, après dix ans d'enquête, le procureur de l'État de New York annonce qu'il a réussi à déchiffrer le code qui se cache derrière les planches de Bringing Up Father. En effet, depuis des années, F.N. Goldsmith, un très important agent de change, modifiait les textes des strips de McManus (qui a pu prouver qu'il était étranger à cette pratique) pour faire savoir aux initiés dans quel domaine il convenait d'investir pour le jour suivant.

## L'argent
McManus fera fortune deux fois avec ce comic: il sera millionnaire une première fois jusqu'à ce que la crise de 1929 lui fasse tout perdre. Il sera à pourtant nouveau aussi riche et mourra millionnaire, ce qui n'est pas le destin ordinaire d'un auteur de bande dessinée.